# المتحف الوطني في فروتسواف
المتحف الوطني في فروتسواف (بالبولندية: Muzeum Narodowe we Wrocławiu)‏، الذي تم تأسيسه في 28 مارس 1947 وافتتح رسميًا في 11 يوليو 1948، وهو أحد الفروع الرئيسية في بولندا لنظام المتحف الوطني. یحتوي على واحدة من أكبر مجموعات الفن المعاصر في البلاد. 
ترتبط مقتنيات متحف فروتسواف ارتباطًا وثيقًا بتاريخ التحولات الحدودية في أوروبا الوسطى بعد الحرب العالمية الثانية. بعد ضم النصف الشرقي من الجمهورية البولندية الثانية من قبل الاتحاد السوفيتي ، تم نقل الأجزاء الرئيسية من المجموعات الفنية البولندية من المدن المدمجة في الاتحاد السوفياتي مثل لفيف. وشملت المجموعات التي لم يتم إرجاعها مقتنيات Ossolineum التي أصبحت جزءًا من متحف لفيف الوطني. تضمن التراث الثقافي الذي تم شحنه في عام 1946 لوحات بولندية وأوروبية من القرن السابع عشر إلى القرن التاسع عشر.

## أقسام المتحف

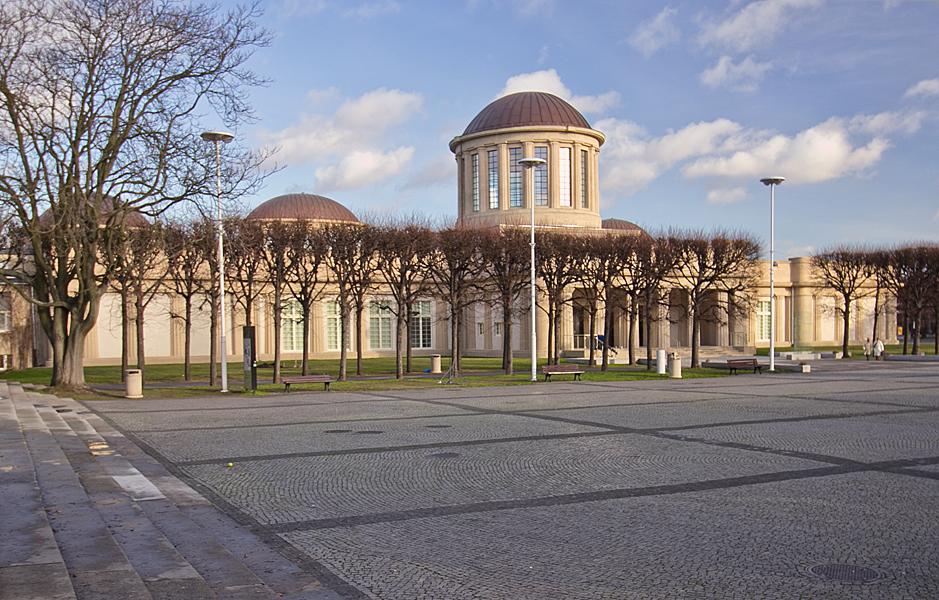
جناح القباب الأربعة

- المتحف الإثنوغرافي (بقصر الأساقفة)
- متحف بانوراما Racławice
- جناح القباب الأربعة في قاعة سينتينيال

## معرض الصور
- بيتر بروغل الأصغر، منظر شتوي (حوالي 1586)
- فرانسيسكو دي زورباران, المسيح في العمود (1661)
- لوكاس كراناخ, حواء (حوالي 1531)
- بيرناردو بيلوتو، مدخل جرزی اوسولینزکی إلى روما عام 1633، (1779)
- فاسيلي كاندينسكي، المساء (1903)
- جوزف کلمونزکی، الصيد (1882)
- يان ماتيكو, قسم يان الثاني (1893)
- جاسيك مالكزيوسكي، الوطن الأم (1903)
- جوزيف برانت ، بوغورودزيكا (1909)
- تاديوش ماكوسكي، مدخنو الغليون (1930)